# 托尼·代尔顿
托尼·代尔顿 （西班牙語：Álvaro Luis Bernat Dalton，1975年2月13日—），是美国出生的墨西哥裔演员、编剧和制片人。代尔顿在《絕命律師》（2018-2022年）Better Call Saul中扮演卡特尔老板拉洛·萨拉曼卡（Lalo Salamanca），还在2021年漫威电影宇宙系列《鹰眼》中饰演杰克·杜肯。

## 演艺生涯
道爾頓的第一個主要角色是在墨西哥電視劇《叛逆者》（2004-2006）。他的第一部電影角色是《Matando Cabos》（2004 年），他也是該片的編劇。後來他創作並主演了《Sultanes del Sur》（2007）。他的其他電影作品包括《大提琴》（2008 年）和《完美獨裁》（2014 年）。他還在 HBO 拉丁美洲劇集《卡帕多西亞》（2008 年）中扮演配角。他在 HBO 影集 《Sr. Ávila》 (2017) 中擔任主角，該劇榮獲國際艾美獎最佳非英語系列劇獎。
道爾頓在《風騷律師》 (2018–2022) 中飾演拉洛·薩拉曼卡，首次出現在第 4 季劇集“Coushatta”中。他的表演廣受好評，為他贏得了一項美國演員工會獎和兩項土星獎提名，而一些評論家認為拉洛是電視上最好的反派之一。 由於製片人 Trinh Tran 對他在《風騷律師》中的表演印象深刻，他在迷你劇《鷹眼》（2021 年）中飾演傑克杜肯。